# Asiatyrannus
Asiatyrannus („asijský tyran“) byl rod malého masožravého dinosaura (teropoda) z čeledi Tyrannosauridae a podčeledi Tyrannosaurinae, který žil asi před 66,7 miliony let (pozdní věk maastricht) na území dnešní jihovýchodní Číny (provincie Ťiang-si). Žil tedy zhruba ve stejné době jako jeho vzdálený příbuzný z kladu Alioramini, rovněž čínský druh Qianzhousaurus sinensis.

## Objev a popis

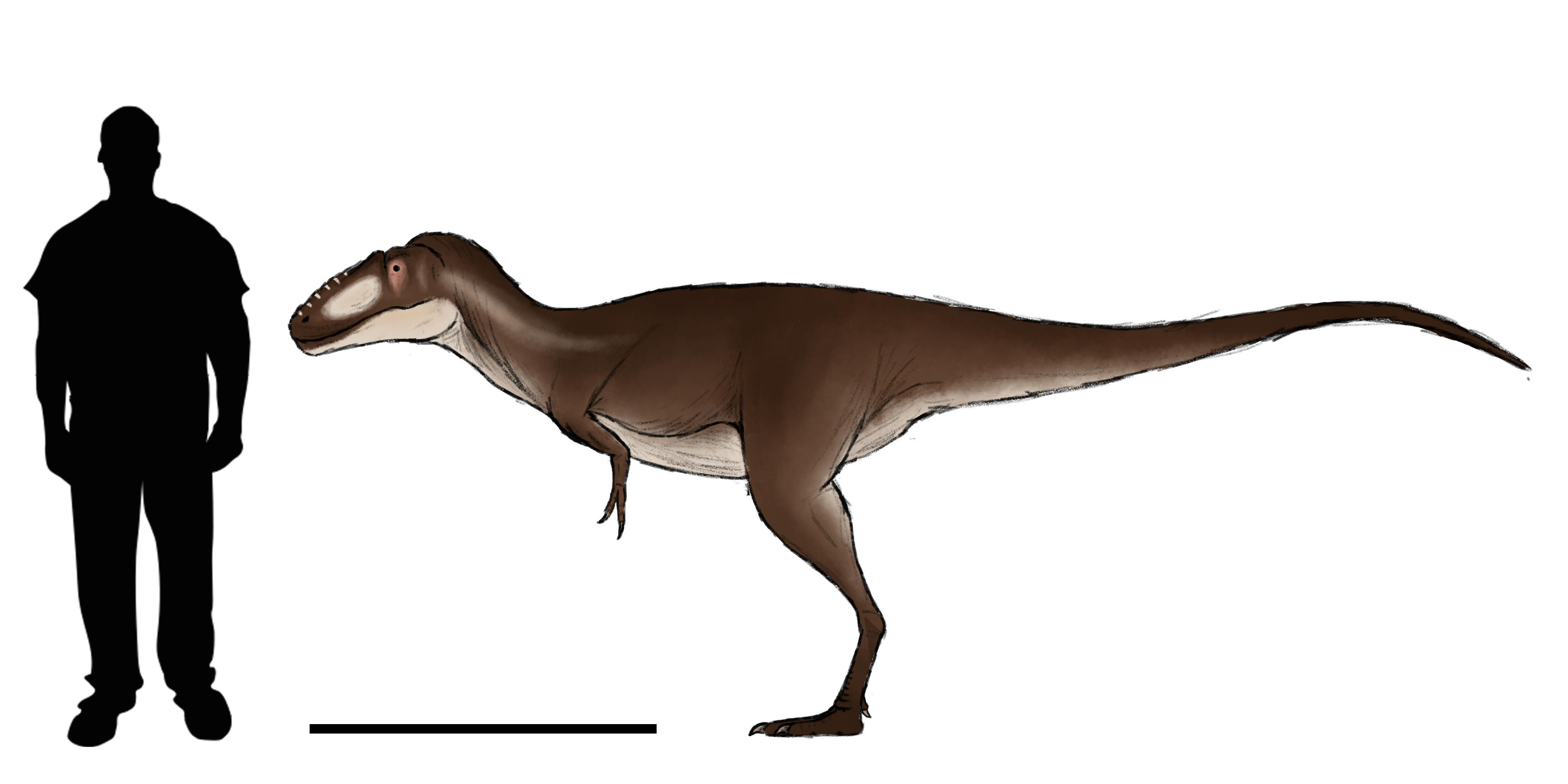
Porovnání velikosti rodu Asiatyrannus s dospělým člověkem.

Fosilie tohoto pozdně křídového dinosaura byly objeveny v sedimentech geologického souvrství Nan-siung. Typový exemplář nese označení ZMNH M30360 a představuje částečně dochovanou kostru s poměrně kompletní lebkou. Formálně byl popsán v červenci roku 2024, typovým druhem je Asiatyrannus xui. Druhové jméno xui je poctou čínskému paleontologovi Sing Sü-ovi (anglicky Xing Xu), za jeho dlouholetý přínos čínské vertebrátní paleontologii.
Jednalo se o malého tyranosaurida, jehož celková délka je odhadována na 3,5 až 4 metry. Lebka měří na délku 47,5 centimetru. Ačkoliv ještě nešlo o plně dorostlého jedince, prošel již fází rychlého růstu, přičemž všichni známí tyranosauridi už po ní dosahovali přibližně dvojnásobné délky. Také blízce příbuzný Nanuqsaurus hoglundi z Aljašky byl podstatně větší (ačkoliv typový exemplář má lebku dlouhou jen 60 až 70 cm), plně dorostlý exemplář byl totiž veliký asi jako Albertosaurus sarcophagus (měřil tedy kolem 9 metrů na délku). Asiatyrannus je tedy jediným dosud známým tyranosauridem v této malé velikostní kategorii. Mezi nejbližší příbuzné druhu A. xui patřily severoamerické rody Nanuqsaurus a Daspletosaurus.

## Paleoekologie

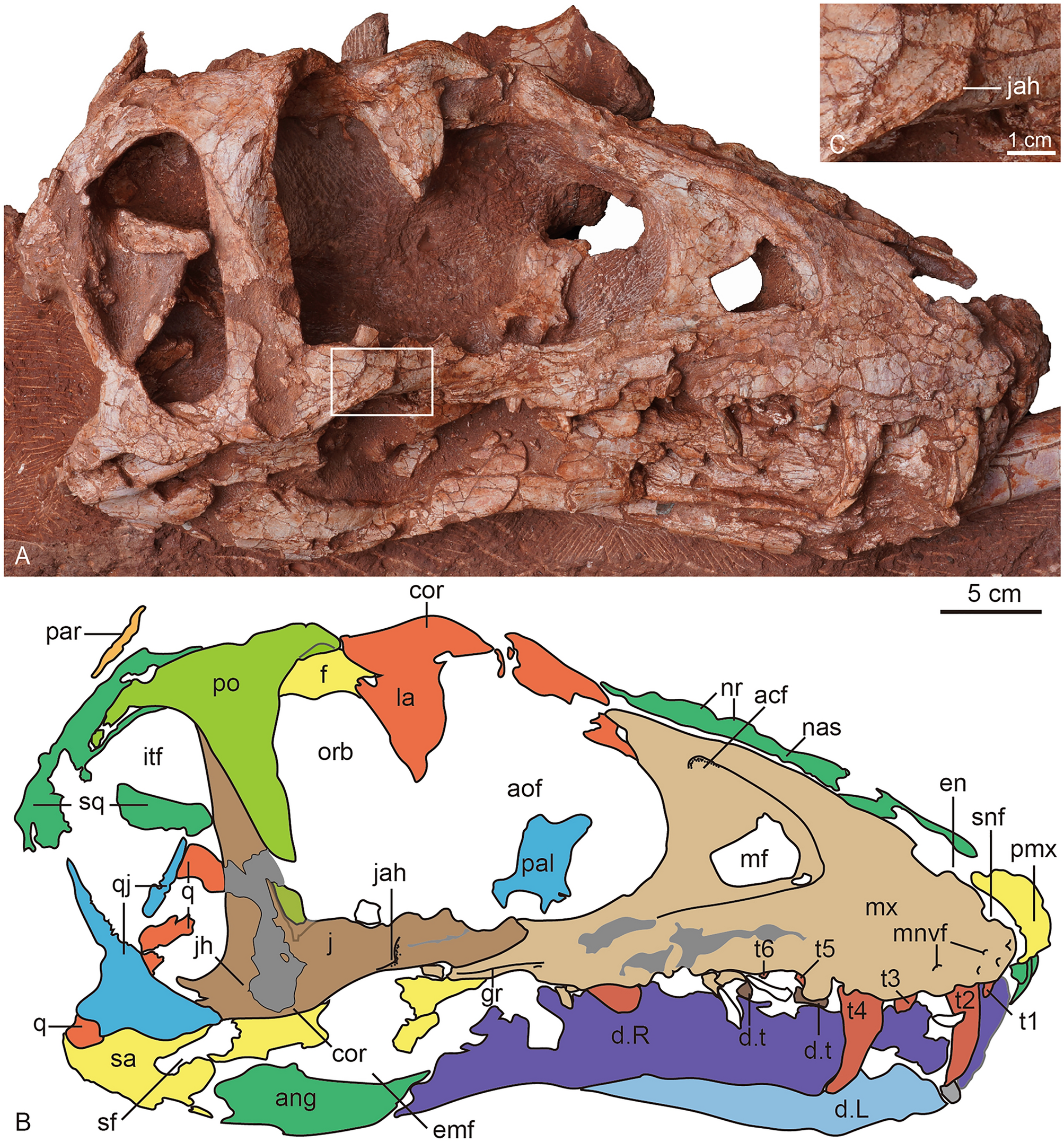
Lebka rodu Asiatyrannus.

V ekosystémech souvrství Nan-siung se spolu s asiatyranem vyskytovala poměrně bohatá dinosauří megafauna, podobná té v ekosystémech mongolského souvrství Nemegt. Kromě již zmíněného většího rodu Qianzhousaurus se zde vyskytoval další, ještě větší tyranosaurid, známý jen podle fosilií velkých zubů. Z dalších teropodů byl odtud popsán therizinosaur rodu Nanshiungosaurus a mnoho rodů oviraptoridů (Banji, Corythoraptor, Ganzhousaurus, Huanansaurus, Jiangxisaurus, Nankangia, Shixinggia a Tongtianlong. Žili zde také somfospondylní sauropodi rodů Gannansaurus a Jiangxititan.
Kromě dinosaurů se v těchto pravěkých ekosystémech vyskytovali například také krokodýlovití plazi (rod Jiangxisuchus), dále ještěři (rody Chianghsia a Tianyusaurus) a v neposlední řadě i želvy (Jiangxichelys).